# Tert-Butylhydroperoxid
tert-Butylhydroperoxid (TBHP) ist eine organisch-chemische Verbindung, die zur Gruppe der Hydroperoxide gehört und in Form einer farblosen, stechend riechenden Flüssigkeit auftritt. TBHP ist das einfachste tertiäre Hydroperoxid.

## Gewinnung und Darstellung
tert-Butylhydroperoxid kann durch Reaktion von tert-Butylalkohol mit Wasserstoffperoxid in saurer Lösung (Schwefelsäure) gewonnen werden.

## Eigenschaften
tert-Butylhydroperoxid ist eine farblose, brennbare, stechend riechende Flüssigkeit. Weiterhin ist TBHP ein starkes Oxidationsmittel. Die Verbindung ist thermisch instabil. Eine DSC-Messung zeigt ab 85 °C eine exotherme Zersetzung mit einer Wärmetönung von −1054 J·g−1 bzw. −95,0 kJ·mol−1.

## Verwendung
Als organisches Peroxid findet tert-Butylhydroperoxid vielfältige Verwendung. So kann es verwendet werden:
- als Starter (Initiatoren) für die radikalische Polymerisation[2] – Herstellung von Massenkunststoffen
- zur Vernetzung und Modifikation von Kunststoffen
- zur Härtung von ungesättigten Polyesterharzen
- als Desinfektionsmittel – z. B. Peroxyessigsäure-formulierungen in der Lebensmitteltechnologie
- als Oxidationsmittel (z. B. für Phenole und Peroxidkomplexe)
- in der Abwasserbehandlung
- bei der Sharpless-Epoxidierung[8] (Epoxidierung von primären oder sekundären Allylalkoholen)
- beim Halcon-Verfahren zur Herstellung von organischen Verbindungen (z. B. Propylenoxid, Ethylenglycol).

## Sicherheitshinweise
Dämpfe von tert-Butylhydroperoxid können bei Temperaturen oberhalb des Flammpunktes (26 °C) mit Luft explosive Gemische bilden. tert-Butylhydroperoxid ist einer der wenigen Stoffe, die im NFPA-704-System in allen drei Kategorien den Höchstwert 4 trägt.